# Ла-Побла-де-Вальбона
Ла-Побла-де-Вальбона, Пуебла-де-Вальбона (валенс. La Pobla de Vallbona (офіційна назва), ісп. Puebla de Vallbona) — муніципалітет в Іспанії, у складі автономної спільноти Валенсія, у провінції Валенсія. Населення — 21 111 осіб (2010).

## Географія
Муніципалітет розташований на відстані близько 290 км на схід від Мадрида, 15 км на захід від Валенсії.
На території муніципалітету розташовані такі населені пункти: (дані про населення за 2010 рік)
- Ла-Побла-де-Вальбона: 11195 осіб
- Касабланка: 657 осіб
- Ла-Конарда: 4403 особи
- Гальїпонт: 1731 особа
- Пла-делс-Алджубс: 824 особи
- Расканья: 2301 особа

## Демографія
Динаміка населення (INE ):